# Danske måleenheder
Denne artikel er en liste over gamle danske måleenheder. Før indførelse af metersystemet anvendtes blandt andre disse måleenheder. Metersystemet blev indført i Danmark ved lov den 4. maj 1907 og med ikrafttrædelsesdato 1. april 1912. (Gælder dog ikke mængdeangivelser).
Enkelte af de 'gamle' enheder anvendes dog stadig som f.eks. tommer, hvormed oftest menes den såkaldte internationale inch, der bruges af USA og til dels i enkelte andre lande.

## Mængde

### I alm.
- Dusin (12 stykker)
- Snes (20 stykker)
- Skok (60 stykker) (= 3 snese)
- Ol (80 stykker) (= 4 snese)
- Gros (144 stykker) (= 12 dusin)[1]

### Skind og huder
- Deger (10 stykker)[2]
- Zimmer (40 stykker)[3]

### Tømmer
- Tylvt (12 stykker)[4]

### Papir

#### Makulatur- og filtrerpapir
- Bog (20 ark)[5]
- Ris (400 ark) (= 20 bøger)[5]
- Balle (4000 ark) (= 10 ris)[5]

#### Post- skrive- og klatpapir
- Bog (24 ark)[5]
- Ris (480 ark) (= 20 bøger)[5]
- Balle (4800 ark) (= 10 ris)[5]

#### Trykpapir
- Bog (25 ark)[5]
- Ris (500 ark) (= 20 bøger)[5]
- Balle (5000 ark) (= 10 ris)[5]

### Øvrige
- Tømmer (40 stykker)
- Ring (240 stykker)

## Længde
- Skrupel (0,00018 meter(m))
- Linje (0,00218 m)
- Bygkorn (0,0049 m)
- Tomme (0,0261 m)
- Kvarter (0,1569 m) (= 1/4 alen)
- Fod (0,3139 m)
- Alen (0,6277 m)
- Favn (1,884 m)
- Kabellængde (185,11 m)
- Dansk sømil (1.851,11 m)
- Fjerdingvej, fjerdingmil og kvartmil (1.883 m)
- Dansk mil (7.532,48 m)
- Rode (3,13 m)

## Areal
- Kvadratalen (0,39 kvadratmeter(m²))
- Penning (14,37 m²)
- Album (57,46 m²)
- Fjerdingkar (172,38 m²)
- Skæppe (689,50 m²)
- Tønde land (5.516 m²)
- Tønde hartkorn (varierende størrelse)
- Kvadratmil (56.738.255 m²)
- Rode (også kaldet kvadratrode) (9,85 m²)
- Hektar (10.000 m²) (metersystemets afløser for tidligere flademål)

## Rumfang
Der findes bl.a. følgende enheder:
- Pægl (0,0002415 kubikmeter(m³))
- Pot (0,00097 m³)
- Album (0,00145 m³)
- Kande (0,00193 m³)
- Ottingkar (0,00217 m³) (= 1/8 skæppe)
- Fjerdingkar (0,00435 m³) (= 1/4 skæppe)
- Viertel (0,00773 m³)
- Otting (0,01642 m³) = (1/8 tønde øl)
- Skæppe (0,01740 m³)
- Bimpel (0,01883 m³)
- Kubikfod (0,03090 m³)
- Fjerding (0,03285 m³) (= 1/4 tønde øl)
- Anker (0,03766m³)
- Tønde tjære (ca. 0,116 m³)
- Tønde øl (0,13140 m³)
- Tønde korn (0,13920 m³)
- Ahm vin (0,15064 m³)
- Tønde kul (ca. 0,170 m³)
- Oksehoved (0,22596 m³)
- Kubikalen (0,24720 m³)
- Fad øl (0,26278 m³)
- Fad korn (0,26278 m³)
- Fad vin (0,90383 m³)
- Læst (ca. 1,24 m³)
- Favn brænde (ca. 2,226 m³)

## Vægt
- Gran (0,0000651 kilogram (kg))
- Ort (0,00050 kg eller 0,00098 kg)
- Skrupel (0,00124 kg)
- Drachme (0,00373 kg)
- Kvintin (0,00391 kg)
- Kvint (0,00500 kg)
- Lod sølv (0,0147 kg)
- Lod (0,01563 kg)
- Apotekerunse (0,02982 kg)
- Unse (0,03125 kg)
- Mark sølv (0,2353 kg)
- Mark (0,25000 kg)
- Apotekerpund (0,35785 kg)
- Pund (0,50000 kg)
- Bismerpund (ca. 6 kg)
- Lispund (8 kg)
- Otting smør (14,00 kg) (= 1/8 tønde smør)
- Fjerding smør (28,00 kg) (= 1/4 tønde smør)
- Centner (50 kg)
- Drittel smør (50,75 kg)
- Tønde smør (112,00 kg)
- Skippund (160,00 kg)
- Kommercelæst (2.600,00 kg)